# 桂可那子
桂 可那子（かつら かなこ、1875年〈明治8年〉2月20日 - 1940年〈昭和15年〉8月17日）は、日本の11代・13代・15代内閣総理大臣である桂太郎の妻（内閣総理大臣夫人）。愛知県名古屋市出身。

## 経歴
父は村上浜次郎で、その後、名古屋の上前津の料亭「旗亭香雪軒」の経営者である木村常次郎の養女となる。
後の夫である桂太郎が第三師団長になった際、「旗亭香雪軒」に何度も訪れ、27歳年下の可那子を見染め、1891年（明治24年）より事実婚し、1898年（明治31年）に井上馨の養女として桂と結婚した。太郎との間には3男1女を儲けた。ちなみに太郎には歌子と貞子という前妻がおり、可那子とは3度目の結婚であった。
1940年（昭和15年）、死去。